# Bernard Wagenaar
Bernard Wagenaar (Arnhem, Països Baixos, 18 de juliol de 1894 – York (Maine) (EUA), 19 de maig de 1971) fou un compositor americà d'origen neerlandès, director i violinista.
Fill i alumne del seu pare Johann Wagenaar (1862-1941), estudià al Conservatori d'Utrecht i, posteriorment, fou professor i director d'orquestra dels Països Baixos. El 1920 s'establí als Estats Units i de 1921 a 1923 fou violinista a l'Orquestra Filharmònica de Nova York. El 1927 obtingué la ciutadania americana i, a partir d'aquell any, fou professor de la Juilliard School of Music de Nova York on entre d'altres alumnes tingué Peter Dickinson.